# Ganna Burmystrovna
Ganna (Prokopenko) Burmystrovna, född 16 juni 1977 i Rostov-na-Donu, Ryska SFSR, Sovjetunionen, är en ukrainsk handbollsspelare.
Hon tog OS-brons i damernas turnering i samband med de olympiska handbollstävlingarna 2004 i Aten.